# Улица Крупской (Санкт-Петербург)
Улица Кру́пской — улица в Невском районе Санкт-Петербурга. Проходит от проспекта Обуховской Обороны до Уездного проспекта. Длина улицы около 1,5 км.

## Историческая справка
Первое название улицы, по преданию старожилов этих мест — Архангельская. Одно из зданий нынешнего Пролетарского завода, дом 2А, построен на том самом месте, где находился храм с престолом в честь св. архангела Михаила. Второе название этой улицы — Московская — известно с 1896 года. Название происходило от Московской железнодорожной линии, в направлении которой улица вела.
Переименование 16 января 1964 года в улицу Крупской преследовало две цели:
- ликвидировать дублирующие названия;
- увековечить имя Надежды Константиновны Крупской (1869—1939), советского государственного и партийного деятеля, жены В. И. Ленина.

Наименование её именем улицы за Невской заставой символично: именно здесь в середине 1890-х годов Н. К. Крупская учительствовала в Смоленской воскресной школе (современный адрес — проспект Обуховской Обороны, 107). Среди её учеников были рабочие Иван Бабушкин, братья Грибакины, Василий Шелгунов, именами которых также названы улицы в Невском районе.

## Пересечения
- улица Бабушкина
- улица Седова

## Достопримечательности
- № 5, 5Б, 5В — подворье Важеозерской Спасской Никифоро-Геннадиевской мужской пустыни, 1897—1903 гг., арх. Н. Н. Никонов. Включает келейный корпус, церковь Успения Пресвятой Богородицы и дом трудолюбия.  7840011000
- № 38 — АО «Октябрьский электровагоноремонтный завод»

## Объекты городской среды
- Заводской сад (на углу с улицей Бабушкина)
- Недалеко от улицы находится крупнейшая книжная ярмарка Санкт-Петербурга — бывший ДК им. Н. К. Крупской.